# Juan Reile
Juan Reile (* 9. Januar 1987) ist ein ehemaliger deutscher Basketballspieler.

## Werdegang
Reile, dessen aus den Vereinigten Staaten stammender Vater ebenfalls Basketball spielte, begann als Heranwachsender in Erlangen mit der Sportart.
Für die Mannschaft der Turnerschaft Herzogenaurach 1861 spielte er in der 1. Regionalliga, zur Saison 2008/09 wechselte er in den Profibereich und spielte in der 2. Bundesliga ProB für die Nürnberger Mannschaft Franken Hexer, die später Nürnberger Basketball Club und rent4office Nürnberg hieß. Ab 2011 war Reile mit den Nürnbergern in der zweithöchsten Spielklasse, 2. Bundesliga ProA, vertreten. Nachdem er in der Saison 2013/14 mit 7,3 Punkten je Begegnung seinen höchsten Saisondurchschnitt in der 2. Bundesliga ProA erzielt hatte, zog sich Reile im Sommer 2014 aus beruflichen Gründen aus dem Berufsbasketball zurück.